# Tony Hawk
Anthony Frank Hawk (n. 12 mai 1968, Carlsbad⁠(d), California, SUA), numit și Birdman (din engleză: omul-pasăre), este un skateboarder profesionist american, antreprenor și deținătorul companiei de skateboarding Birdhouse Skateboards. Hawk a fost primul căruia i-a reușit trucul „900”, în 1999. în același an a licențiat o serie de jocuri video numită Tony Hawk's Pro Skater, publicată de Activision, și este un pionier al skateboarding-ului vertical.
Este considerat unul din cei mai buni skateboarderi din toate timpurile.
Tony Hawk a apărut în filme și în propria serie de jocuri video. De asemenea, el a fost implicat în diverse activități filantropice, inclusiv propria sa Fundație Tony Hawk, care ajută la construirea de skatepark-uri în zone defavorizate.

## Biografie
Tony Hawk s-a născut pe 12 mai 1968, în San Diego, California, din Nancy și Frank Peter Rupert Hawk, și a crescut în San Diego. Are două surori mai mari, Pat și Lenore, și un frate mai mare, Steve.
Hawk a urmat trei licee și a absolvit liceul Torrey Pines în 1986. El i-a enumerat pe Steve Caballero și Christian Hosoi drept influențele sale la acea vreme.